# Kanal Gent–Terneuzen

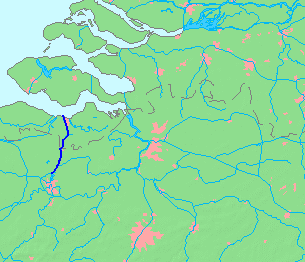
Lage des Kanals

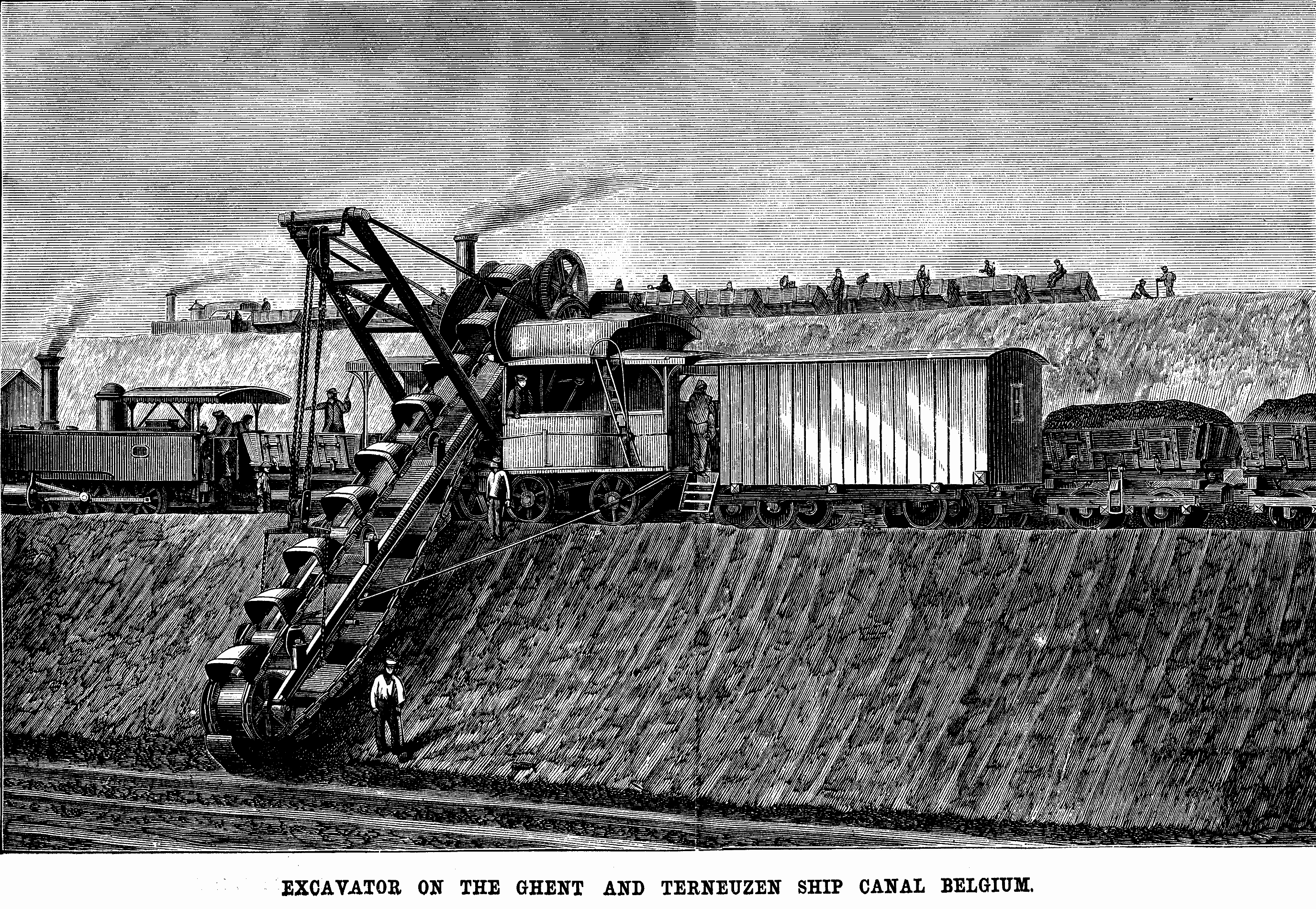
Bauarbeiten (1878)

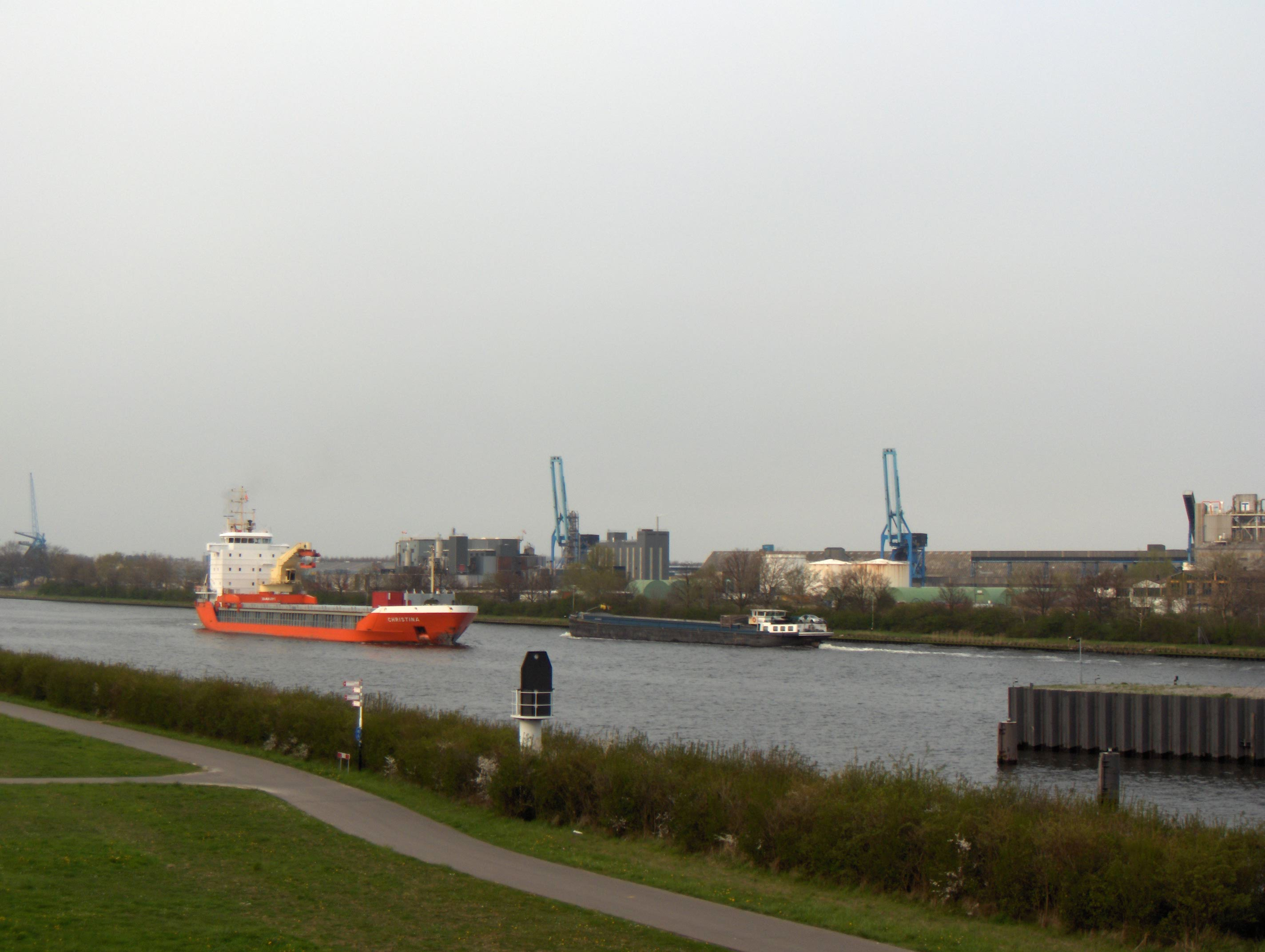
Zeekanaal Gent–Terneuzen

Der Zeekanaal Gent–Terneuzen, auch Kanaal van Gent naar Terneuzen genannt, verbindet den Seehafen der belgischen Stadt Gent – der Hauptstadt der Provinz Ostflandern – mit dem niederländischen Meeresarm Westerschelde und somit mit der Nordsee. Der Kanal durchquert neben Gent die Gemeinden Zelzate in Belgien und Terneuzen in den Niederlanden.
Der Kanal hat große Bedeutung für den Hafen von Gent (den drittgrößten in Belgien), für die Wirtschaft der Hafenstadt Gent und für Industrieunternehmen in der Region.

## Geschichte
Der Vorläufer des Kanals war die 1549 eröffnete Sassevaart. 1823 beschloss der niederländische König Wilhelm I., diese bis nach Terneuzen zu verlängern. Der Kanalneubau verlief von Gent nach Sas van Gent weitgehend im alten Bett der Sassevaart, von Sas van Gent bis Terneuzen durch angeschwemmtes Land, das nur noch selten überflutet wurde (De Braeckmaninham, Sassegat und Axelse Gat). In Terneuzen wurden zwei Schleusen gebaut, eine mit acht Metern und eine mit zwölf Metern Breite.
1827 wurde der Kanal von Pieter van Doorn, Gouverneur von Ostflandern, im Namen des Königs eröffnet. Bis Sas van Gent war der Kanal 4,5 m, bis Gent 2,5 m tief. An der Gewässersohle war er zehn Meter breit, auf Höhe des Wasserspiegels 24 Meter. Anlässlich der Kanaleröffnung wurde Brot an die arme Bevölkerung verteilt und es wurden Erinnerungsmedaillen in Gold, Silber und Bronze geprägt.
Zwischen 1830 und 1841 fand wegen der Loslösung Belgiens von den Vereinten Niederlanden keine Schifffahrt von Terneuzen nach Gent statt. Auf der Höhe von Zelzate ließ der belgische General Charles Niellon Pfähle in den Kanal rammen, damit holländische Schiffe nicht mehr nach Gent fahren konnten. Erst 1841, nachdem der versandete Kanal ausgebaggert worden war, fuhren dort wieder Schiffe.
Ab 1870 wurde der Kanal vertieft und verbreitert, hinderliche Kurven wurden begradigt und bei Zelzate wurde der Kanal durch einen neuen Seitenarm verlegt. Auf belgischem Gebiet wurden mehrere Brücken neu gebaut. 1881 waren die Arbeiten dort fertiggestellt. In den Niederlanden wurde ab 1881 der Kanal vertieft und verbreitert; in Sas van Gent wurde ein dritter Kanalarm gegraben und eine neue Schleuse errichtet. 1885 war der Kanal 6,5 m tief, an der Sohle 17 m und an der Oberfläche 68 m breit.
In einem Vertrag zwischen den Niederlanden und Belgien wurde am 20. Juni 1960 der weitere Ausbau des Kanals beschlossen. Ein Teil des Dorfes Sluiskil musste dem Kanal weichen. 1963 wurden in Terneuzen zwei neue Schleusen gebaut, eine für die Binnenschiffe, die zweite für die Seeschiffe. Die alten Schleusen in Sas van Gent wurden zugeschüttet; dort wurde die Auffahrt für eine neue Brücke angelegt. Am 19. Dezember 1968 wurde der neue Kanal durch Königin Juliana (Niederlande) und König Baudouin I. eingeweiht.

## Ausbaupläne

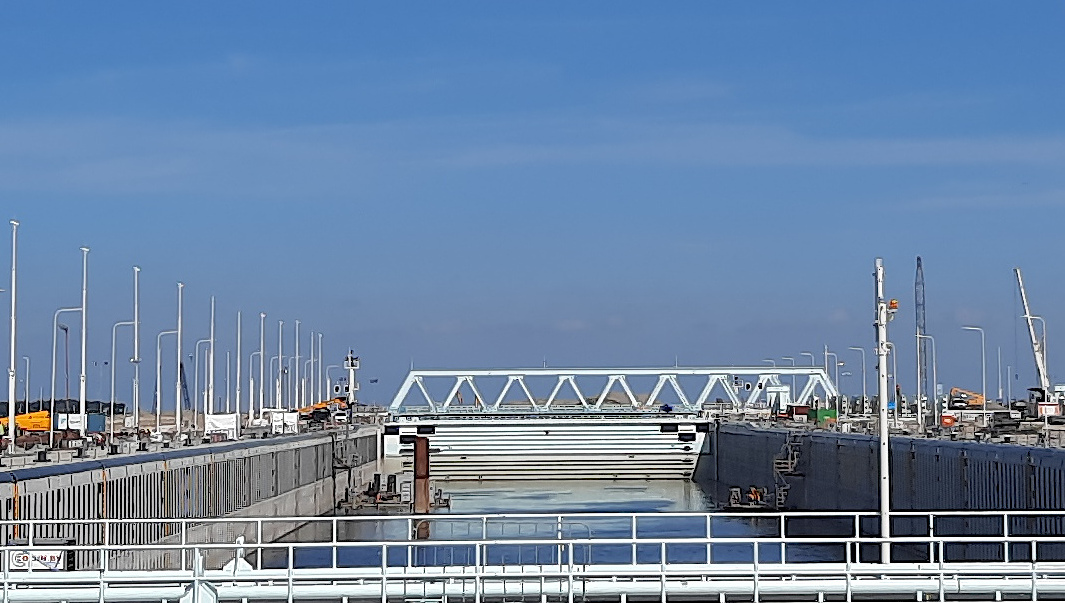
Baufortschritt an der Nieuwe Sluis in Terneuzen 2023 (Blick nach Norden)

Der Kanal Gent–Terneuzen ist heute 200 Meter breit und 32 km lang. Seeschiffe bis 125.000 Tonnen können ihn befahren. Die größten zulässigen Abmessungen sind 265 × 34 × 12,5 Meter. Er ist also für Panamax-Schiffe zu klein.
Zurzeit (Stand März 2014) ist geplant, im niederländischen Terneuzen die überlasteten Schleusen zu vergrößern, damit der Zugang für größere Schiffe möglich wird. Die Baukosten der neuen, 427 Meter langen, 55 Meter breiten und 16 Meter tiefen Schleuse werden auf rund 930 Millionen Euro geschätzt. Sie sollen auch von Belgien mitgetragen werden (788,1 Millionen Euro): von der Region Flandern und der Stadt Gent, möglichst mit Unterstützung der EU.
Am 5. Februar 2015 unterschrieben die Niederlande und Flandern einen Vertrag zur Errichtung der Schleuse Terneuzen. Im November 2017 erfolgte der Spatenstich. Die Eröffnung war für 2022 geplant.